# Pylos (spel)
Pylos is een bordspel voor twee spelers, bedacht door David G. Royffe and uitgegeven door Gigamic. Het is de bedoeling dat de spelers gezamenlijk een piramide bouwen.
In dit spel hebben beide spelers 15 bollen (meestal wit en zwart). Met deze bollen moeten de kandidaten een piramide bouwen.
Om de beurt plaatsen de spelers een bol op het bord. Als vier bollen een vierkant vormen, mag er ook een bol op gelegd worden. Dat hoeft niet per se een bol uit de voorraad te zijn, het mag ook met een bol die al op het bord ligt, als het maar van de eigen kleur is en niet uit het vierkant komt.
Als een speler erin slaagt om een vierkant te vormen met bollen van uitsluitend zijn/haar kleur, mag deze speler twee bollen van zijn kleur van het bord nemen, zodat hij/zij twee extra bollen in voorraad heeft.
De speler moet proberen meer bollen in voorraad te hebben dan de tegenstander. Op deze manier heeft de kandidaat meer kans om op het eind de piramide af te maken.
Het spel is beslist als een van de spelers geen bollen meer heeft, waardoor deze niet meer kan meespelen en dus uitvalt. De overgebleven speler kan met zijn overgebleven bollen de piramide afmaken om het spel te winnen.

## Spelverloop in foto's

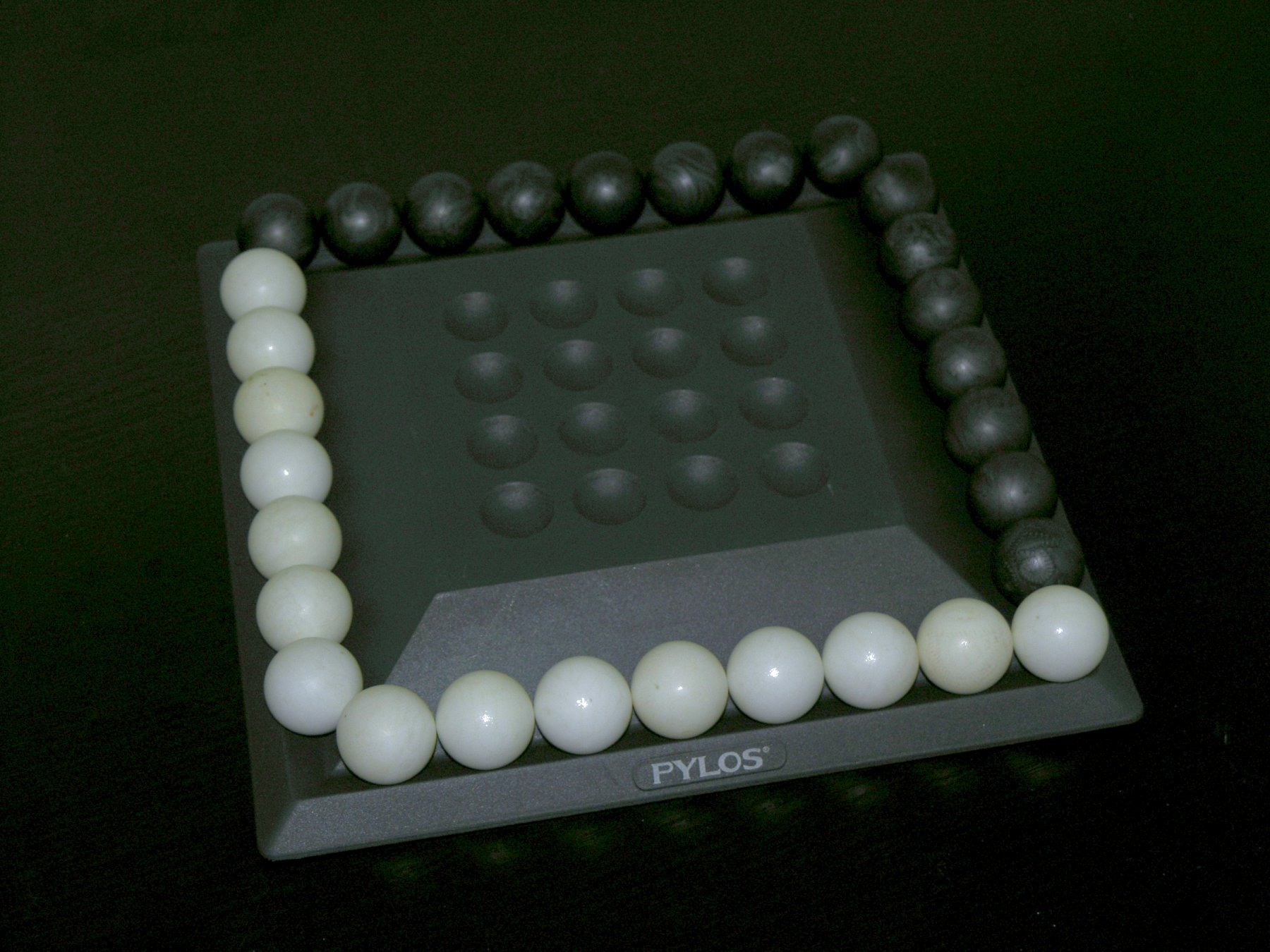
Het begin van het spel: de bollen liggen aan de rand van het bord.
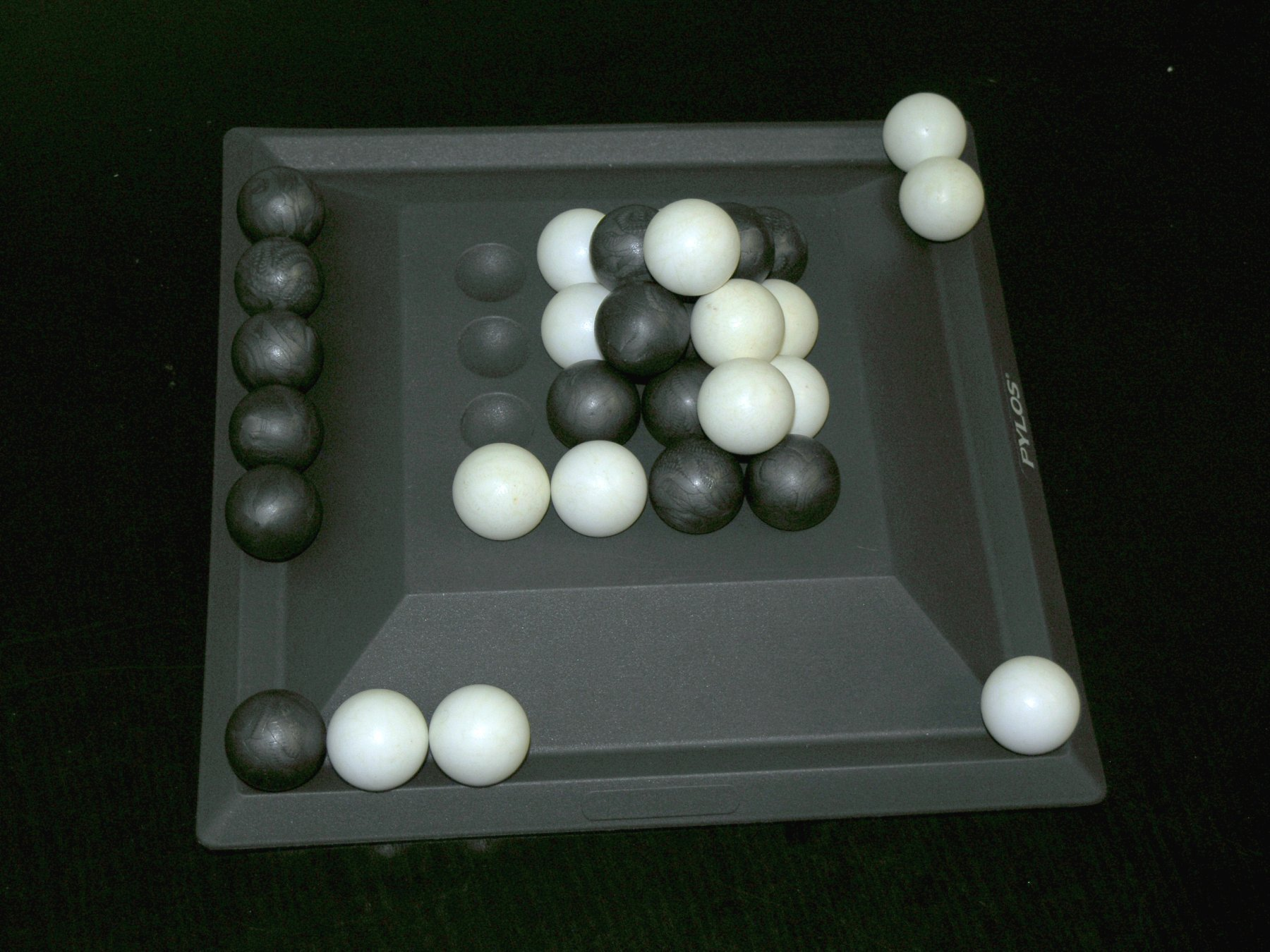
Het spel is al een tijdje bezig.
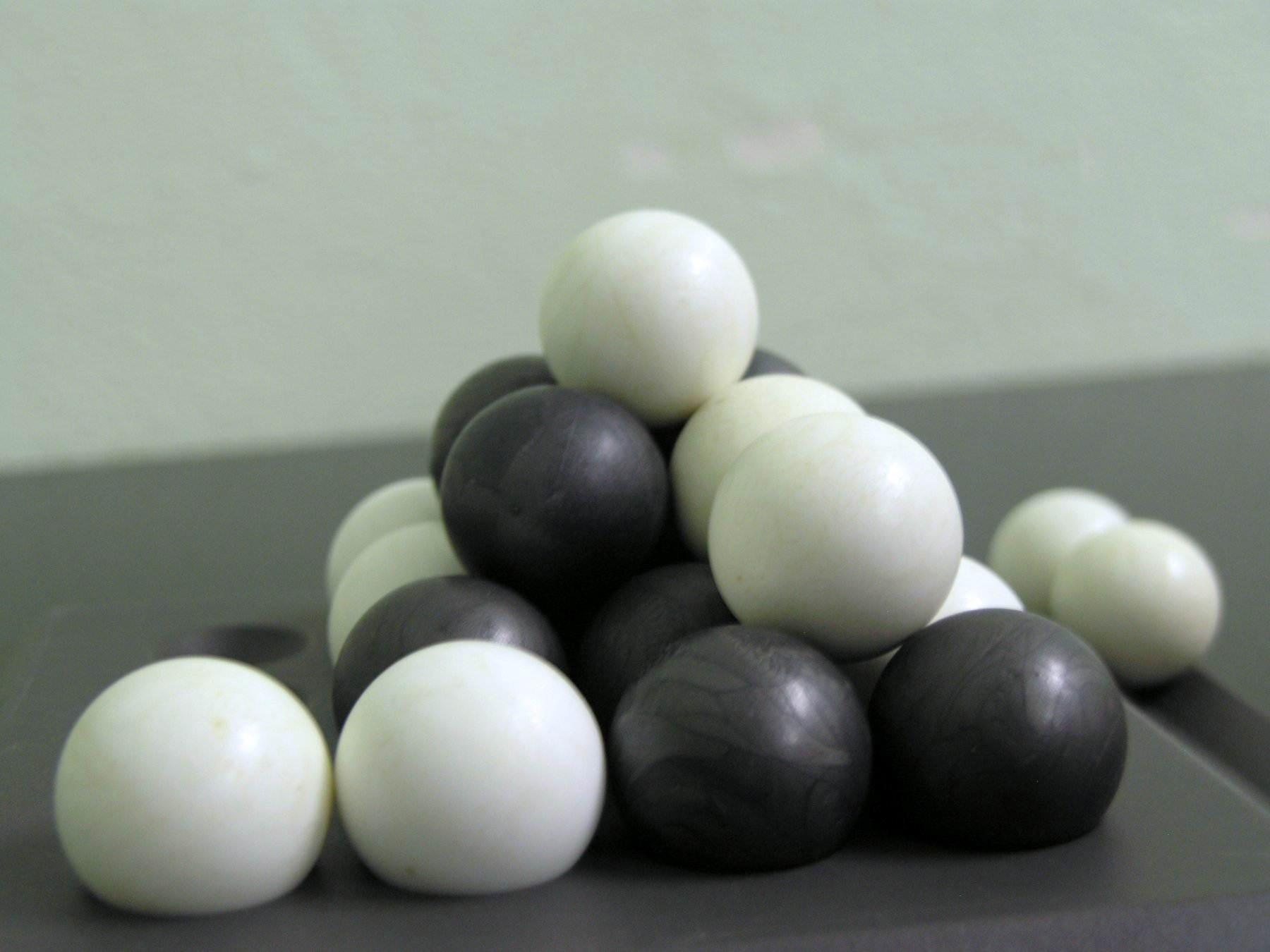
Dezelfde situatie gezien vlak tegen het spelbord.
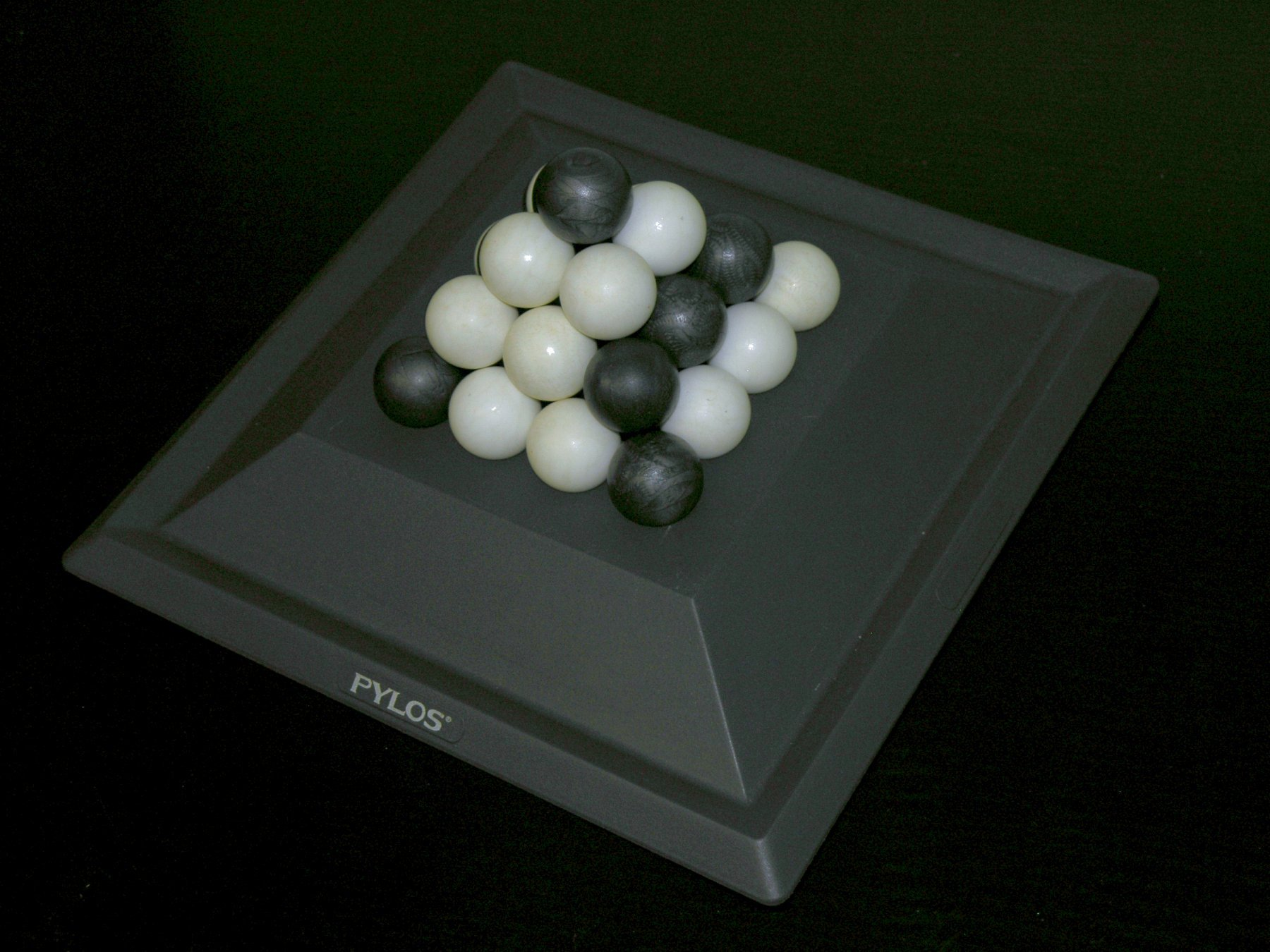
Einde van het spel: zwart heeft gewonnen.